# Gilbert Burlot
Gilbert Burlot, né le 21 février 1917 à Nantes (Loire-inférieure) et mort le 27 juillet 1968 dans cette même ville, est un haut fonctionnaire français, déporté résistant. Il a travaillé successivement à la sous-préfecture de Châteaubriant et à la préfecture de Nantes avant d'être déporté à Dachau. À son retour, il entre au secrétariat général du gouvernement et enfin à la radiodiffusion-télévision française. Au moment de sa mort il est maire de La Bernerie-en-Retz.

## Biographie

### Jeunesse et études
Gilbert Burlot, fils d'Henriette Piriou et d'Henri Burlot, dont la famille est originaire de La Bernerie-en-Retz, effectue ses études secondaires au lycée Georges Clemenceau, à Nantes puis ses études supérieures, d'abord en droit à l'université de Poitiers puis à l'université de Rennes où il obtient une licence de lettres.

### Parcours professionnel
Il commence sa carrière à la sous-préfecture de Châteaubriant, puis rejoint en 1939 la préfecture de Nantes où il est arrêté par la Gestapo le 19 mai 1944 puis déporté dans le camp de concentration de Dachau.
Rapatrié fin mai 1945, il reprend son activité à la préfecture avant d'être muté au secrétariat général du gouvernement (direction générale de la Fonction publique), en qualité d'administrateur civil en décembre 1945.
En 1955, il est nommé directeur adjoint à l'Office national des combattants et des victimes de guerre sous la direction d'Henri Ribière. Ce dernier ayant subit un grave accident de voiture et atteint d'un cancer du cerveau, il assure en réalité la direction de l'Office. Il occupera ce poste jusqu’à un accident cardiaque qui l'oblige à interrompre sa carrière, alors même que le général Paul Dassault, grand chancelier de la Légion d'honneur, songe à lui confier le secrétariat général de la grande chancellerie. Après un repos de cinq ans, il reprend de l'activité à la Radiodiffusion-télévision française (RTF), où il assure l'administration du journal parlé et du journal télévisé.
Début 1963, de nouveau malade il renonce à toute activité professionnelle. Il s'intéresse alors aux langues slaves du sud et devient vice-président de l’Association France-Albanie.

### Conseil municipal et mairie
Après avoir été longtemps adjoint au maire de La Bernerie-en-Retz, il en devient maire, le 26 février 1968 jusqu'à son décès .

### Résistance
Agent d'une section de renseignement (SR), il s'engage en octobre 1942, sous le pseudonyme "Barclay", dans le réseau Éleuthère,(Centrale Praxitèle) des Forces françaises combattantes. Ce réseau est rattaché à Libération-Nord dépendant de l’Armée Secrète. L’Armée Secrète était divisée en deux parties : la partie armée qui correspondait aux maquis constitués (Saint Marcel, Vercors,... )  et la partie exfiltration des aviateurs et renseignements.  Il crée un sous-secteur à la préfecture de Nantes, en centralisant en particulier des renseignements militaires pour le commandement allié sur les usines de guerre, les défenses côtières et le dispositif allemand dans la région. Il transmettait les informations afin de préparer les actions de sabotage. Autour de la base de Saint-Nazaire, il récupérait les microfilms auprès de la résistance. Il les acheminait en région parisienne ou en Angleterre, directement via les Lysanders. Parallèlement, il contribue à l'essor de l'Armée Secrète en Loire-inférieure en collaborant à des nombreuses évasions. Il rédige et imprime le journal clandestin La Lanterne. Il perfectionne l'organisation de la résistance administrative aux échelons départemental et communal par la délivrance de multiples titres du type carte d'identité, carte de travail, etc. afin d'éviter des arrestations ou la déportation de résistants. Il est arrêté par Paul Heimann (le directeur du Sipo-SD) et Werner Ruppert (son adjoint), torturé, il ne révélera rien. Il est condamné à la déportation.

### Déportation
Il quitte la prison de Nantes le 8 juin et arrive au camp de Royallieule 9. Le 18 juin, il quitte ce camp dans le convoi N° 1229 avec, notamment des résistants nantais, dont Clément Quentin dans le même wagon qui l'aida à supporter ce trajet, ainsi que Jean-Baptiste Daviais et Libertaire Rutigliano, qui mourront en déportation, et Gabriel Goudy. Après trois jours de transport en train , restant enfermé dans un wagon avec plus d'une centaine autres déportés, sous une température dépassant parfois plus de 30 degrés, il arrive au camp de concentration de Dachau, le 20 juin, sous le matricule 72344. Après une période de quarantaine, il est transféré le 14 juillet à Landsberg am Lech, dans le Kommando de la Landsberg-Lech Air Base à une soixantaine de kilomètres de Dachau.
Il participe à la résistance clandestine des camps où il se trouve. Il a notamment comme camarade de déportation à Landsberg Georges Charpakqui obtient le prix Nobel de physique en 1992, Albert Fuchs, professeur à l'Université de Strasbourg ou encore Gabriel Goudyqui deviendra député puis membre du Conseil Economique, Marcel Miquet, Georges Arjalièset Jacques Choimet,nantais comme lui.
Vers la fin avril le commandant du camp, Willy Wagner, décide de renvoyer les déportés à Dachau. Le 24 avril 1945 il quitte Landsberg d'abord pour le commando voisin Kaufering à une dizaine de kilomètres. Là, il expérimente pendant deux jours avec ses camarades les conditions de vie effroyables des déportés juifs. De là, ils marchent jusqu'à dix kilomètres de Dachau, pour arriver en trois jours à Allach. C'est là qu'ils sont libérés par les américains trois jours plus tard mais subissent une nouvelle quarantaine en raison des risques de propagations des épidémies, en particulier, du typhus.
Après la libération du camp le 30 avril 1945, il est rapatrié en France le 1er juin 1945.
Après la guerre, déporté-résistant, proche d'Edmond Michelet, président-fondateur de l'Amicale des Anciens de Dachau, il devient vice-président de l'Amicale et rédacteur du bulletin jusqu'en 1965, puis vice-président Honoraire jusqu'à sa mort, dès suites de sa déportation.

## Honneurs et distinctions

### Décorations
- Commandeur de la Légion d'honneur[38], décret du 5 décembre 1957.
- Médaille militaire, décret du 28 février 1949.
- Croix de guerre 1939-1945 avec Etoile de Vermeil et Palme, décret du 28 février 1949.
- Médaille de la Résistance française, décret du 31 mars 1947[39]
- Croix du combattant volontaire de la Résistance, décision du 6 mai 1957.
- Médaille commémorative des services volontaires dans la France Libre, 8 mars 1949.
- Médaille commémorative de la guerre 1939-1945, avec barrette Libération, décret du 21 mai 1946.
- Médaille des Blessés

### Hommages

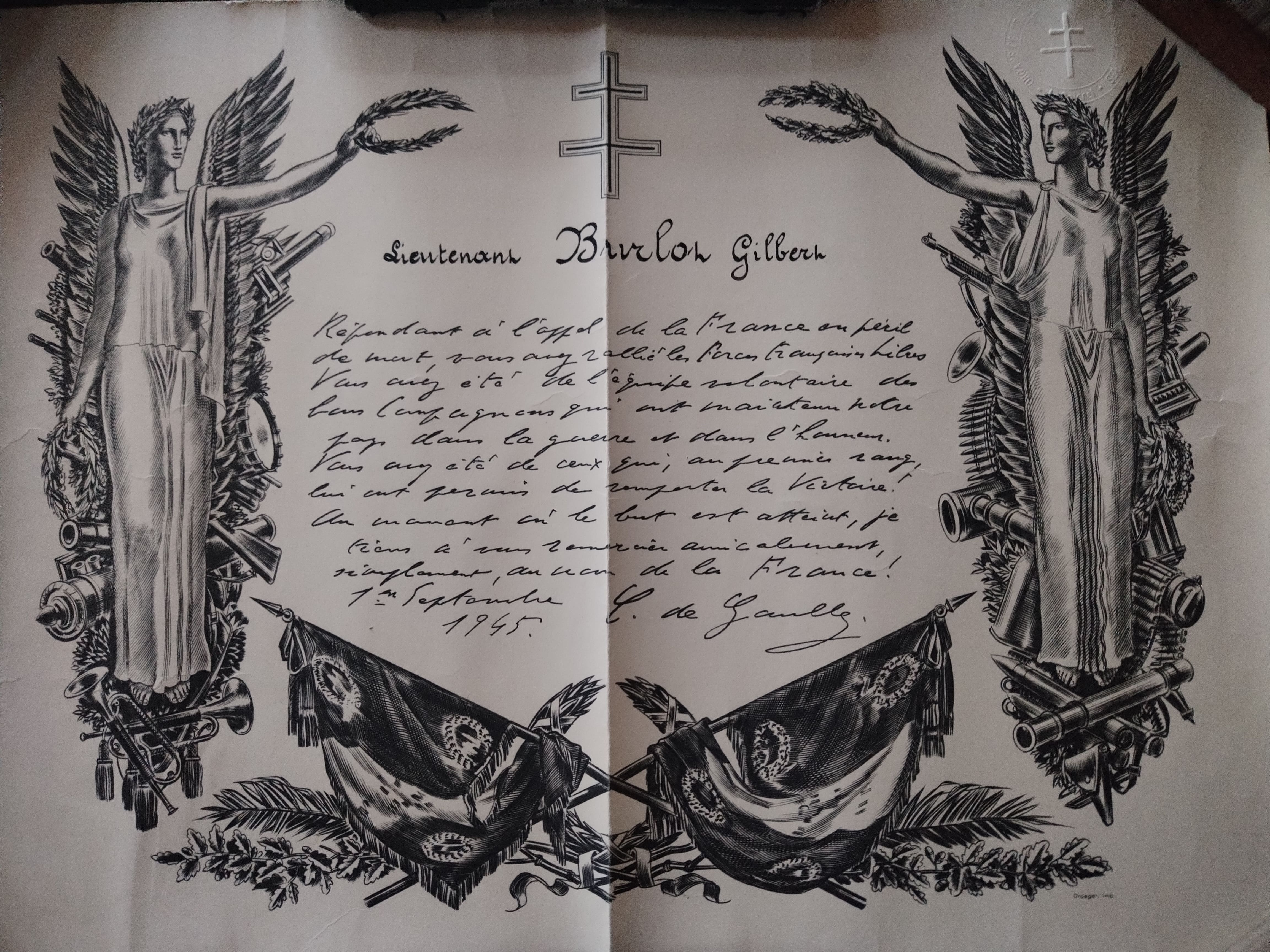
Message de reconnaissance signé du général De Gaulle.
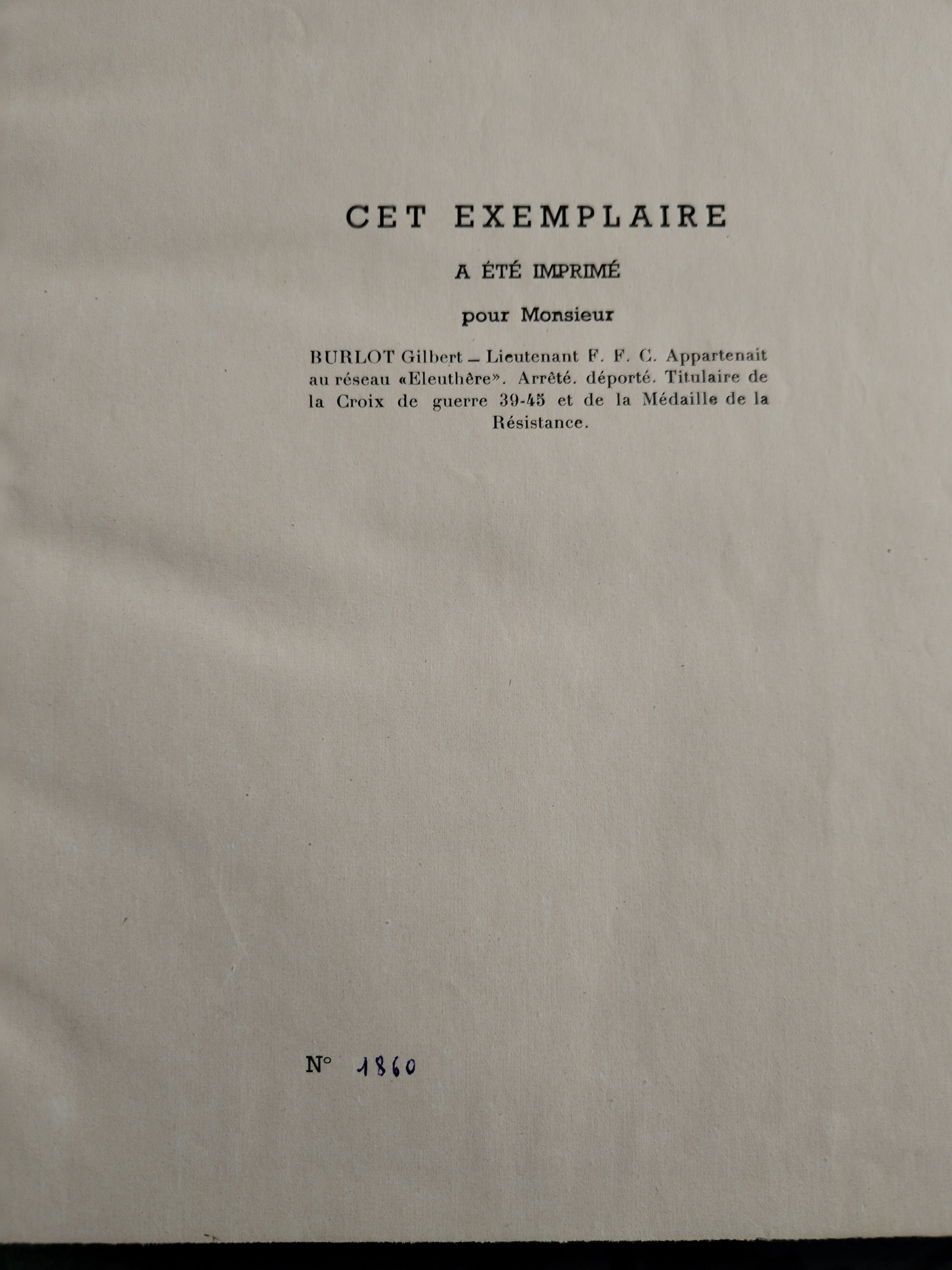
Livre d'or de la France combattante et résistante dédié à Gilbert Burlot[40].
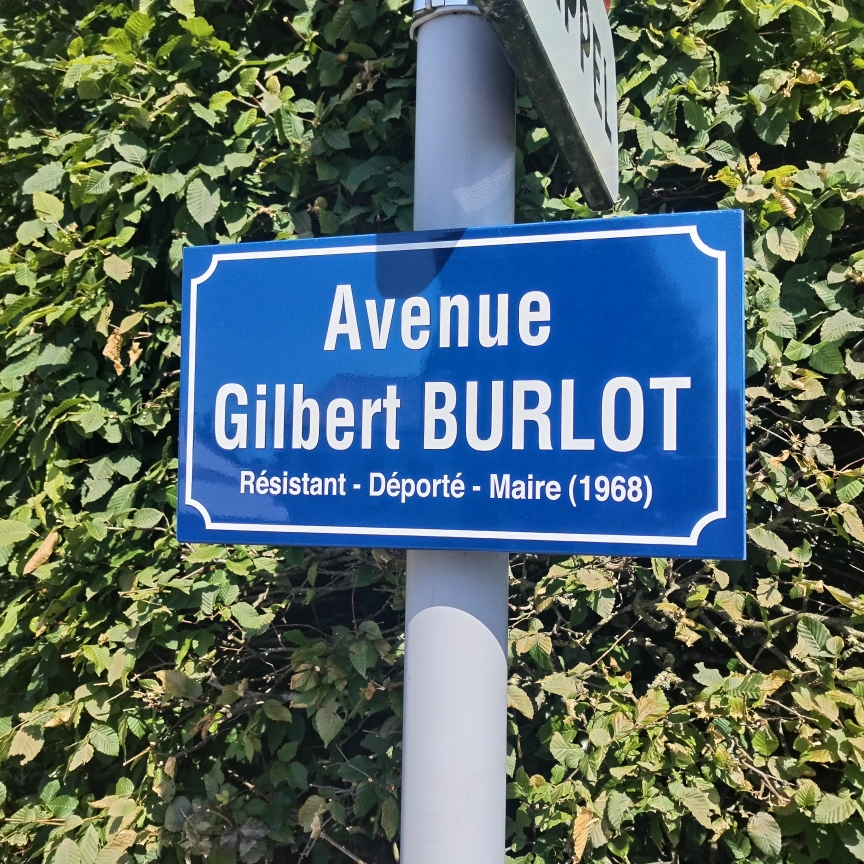
Avenue dédiée à Gilbert Burlot à La Bernerie-en-Retz, décision du conseil municipal du 4 mai 1978

- Gilbert Burlot figure dans le mémorial annuaire des Français de Dachau[41].
- Après la guerre, il homologué au grade de lieutenant de la, Résistance Intérieure Française, "R.I.F.".
- Lors de ses obsèques, M. Pierre Leduc, conseiller général de Loire-Atlantique a déclaré : « Pour avoir aimé sa patrie, il lui donna ses forces, c'est encore par devoir qu'il vient de payer de sa personne ».
- Discours de Gabriel Goudy[25] lors des obsèques de Gilbert Burlot à La Bernerie-en-Retz[5]: " Monsieur le Préfet, Monsieur le Président du Conseil Général, Mesdames et Messieurs et chers camarades, Samedi 27 juillet, nous apprenions avec stupeur et profonde émotion, la disparition de Gilbert Burlot. Gilbert, chef de bureau à la Préfecture de Nantes, dès les premières années de l'occupation est entré dans la Résistance: il  appartenait au groupe Nantes Libé-Nord et au réseau Eleuthère sous le speudo "Barclay". Il avait avec ses camarades Charvel, Baron et Heyte, imprimé une feuille clandestine intitulée "La Lanterne". Il a participé activement également au réseau de renseignements militaires de Libé-Nord qui a rendu de grands services à l'état-major allié. A la Préfecture, il permettait également de procurer à l'organisation les cachets nécessaires à l'établissement des pièces d'identité pouvant permettre aux réfractaires de se dérober à la pression nazie. Arrêté en 1944, après l'état-major de Libé-Nord et après un séjour à la prison de Nantes, dirigé sur le camp de Compiègne: c'est le 18 juin 1944 qu'il devait le quitter dans un convoi et faire le voyage jusqu'à Dachau parqué à 115 par wagon sous une température dépassant 30°. Après avoir subi la période de quarantaine, il fut dirigé sur le commando de Landsberg, cité qui abrite la fameuse forteresse où Hilter a écrit son Mein Kamft. Dans ce commando, Gilbert a fait preuve de beaucoup d'initiatives hasardeuses qui lui permettait chaque soir de faire le point de la situation militaire auprès de ses camarades qui étaient désignés pour continuer la lutte clandestine à l'intérieur de ce camp. Il  avait avec cette organisation intérieure clandestine, participé à la possibilité de libérer le camp à l'approche des troupes alliées. Malheureusement, ce plan a échoué et l'ensemble des déportés se sont retrouvés sur les routes avec lieux de destination le Tyrol où il devait être procédé à leur extermination. Une mutinerie entre SS a fait avorter ce massacre. Rentré en France, il a repris son activité dans l'administration passant de la Fonction Publique au Ministère des Anciens Combattants. Madame Burlot, ses chers enfants, mademoiselle Burlot, au nom des Anciens de Dachau et du réseau Eleuthère, nous vous demandons de croire en notre profonde sympathie et puisse ce témoignage apporter un soulagement à votre grande douleur."

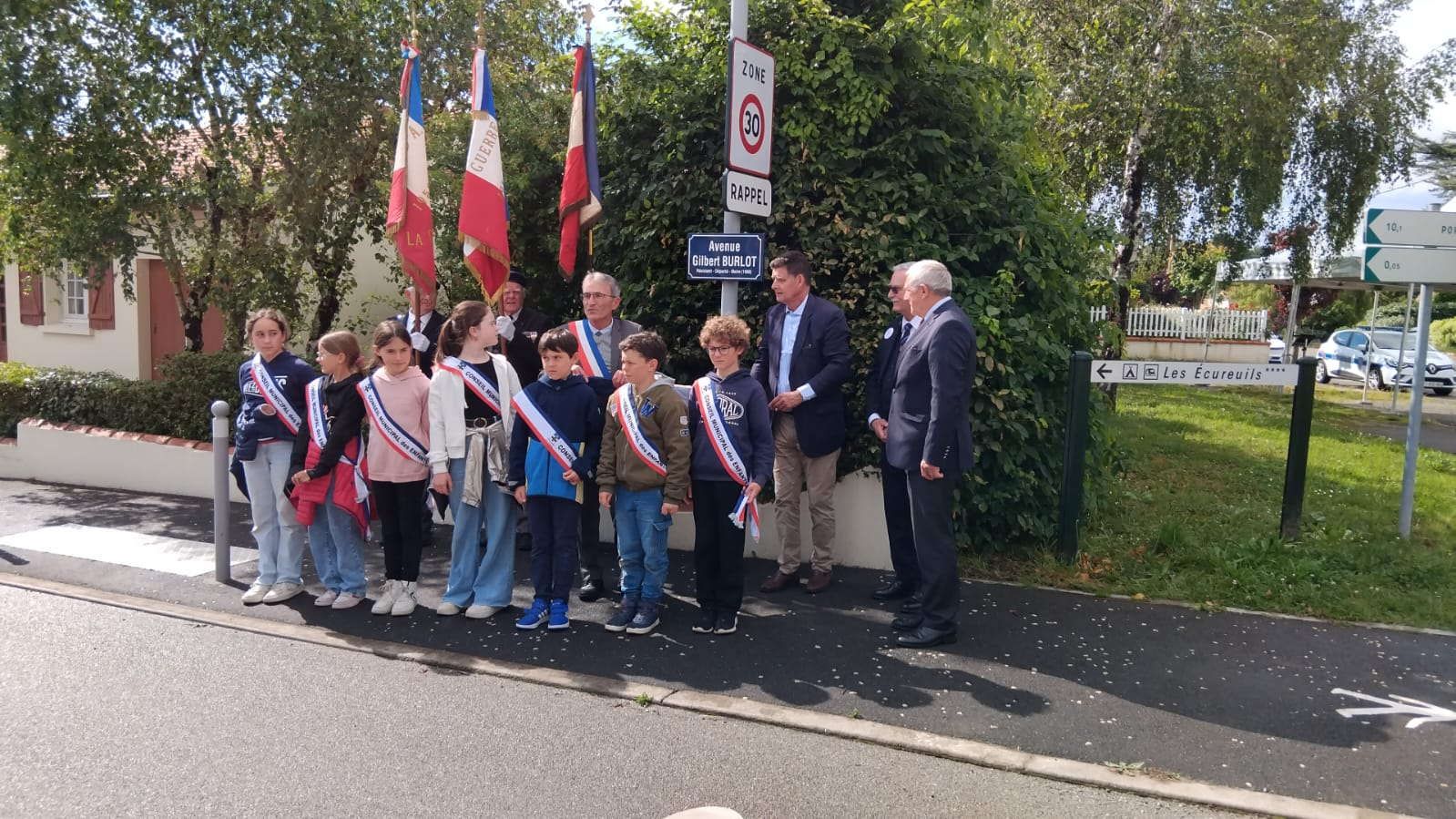
Hommage du 13 mai 2025 à Gilbert Burlot La Bernerie-en Retz

Hommage du 13 mai 2025 à La Bernerie-en-Retz,,

## Ouvrages bibliographiques
- Pierre Nord, Mes camarades sont morts : La guerre du renseignement, t.1, Paris, Editions Librairie des Champs-Elysées, 1947, 296 p. Ce livre traitre du renseignement dans la Résistance. Le livre demeure codé, seuls les noms des personnes décédées sont donnés. Tous les autres noms donnés doivent être décodés, en particulier le nom de l'auteur, second du réseau Éleuthère.
- Pierre Nord, Mes camarades sont morts :Le contre-espionnage, t.  2, Paris, Éditions Librairie des Champs-Elysées, 1947, 260 p. Ce livre traitre du renseignement dans la Résistance. Le livre demeure codé, seuls les noms des personnes décédées sont donnés. Tous les autres noms donnés doivent être décodés, en particulier le nom de l'auteur, second du réseau Éleuthère.
- Jean Coché, Un Bataillon de l'Ombre, Presse de l'imprimerie de l'Atlantique, 1977, 149 p. L'objet du livre est de retracer l'historique du 1er Bataillon de Marche F.F.I de Loire-Inférieure, créé en mars-avril 1944 et dissout le 25 janvier 1945.
- Benoît Cressard et Olivier Eudes, Nantes sous l'occupation, Editions Ouest-France, 1981, 122 p. L'objet du livre est de retracé la vie à Nantes de juin 1940 à la remise par le Général de Gaulle de la croix de la Libération à la ville de Nantes à la suite des exécutions de Chateaubriand.
- Dominique Bloyet, Nantes : La Résistance, Editions C.M.D., 1997,  (ISBN 2-909826-45-7), 144 p. L'auteur, journaliste dans un quotidien nantais, passionné par l'histoire de sa ville, en particulier pour la période de l'occupation, dresse un tableau des différentes facettes de la Résistance nantaise.
- Edmond Duméril, annoté par Jean Bourgeon, Journal d'un honnête homme pendant l'occupation, Editions de l'Albatros, 1990,Thonon-les-Bains, 405 p., l'objet de ce livre est de fournir des informations sur l'occupation au quotidien à Nantes de juin 1940 à aout 1944, données par une personne qui travaillait à la Préfecture de Nantes.
- Edmond Michelet, Rue de la Liberté, Editions du Seuil, 1955, 248 p., l'auteur retrace les actes de solidarité, de courage, ou autres qui ont sauvegardés l'honneur de l'Homme, vu par un chrétien enfermé à Dachau de 1943 à 1945 qui n'oublie rien mais pardonne.
- Albert Fuchs, Un commando de Dachau, Landsberg sur Lech, Paris, Belles Lettres, 1947, p. 157 à 176
- Georges Charpak et Dominique Saudinos, La vie à fil tendu, Editions Odile Jacob, 1993, 231 p., le livre retrace la vie du  scientifique français, né en Pologne. Tout d'abord, Dominique Saudinos évoque les premières années de Georges Charpak: l'immigration, la résistance, la déportation, la politique et sa passion : la physique. Puis, Georges Charpak explique ses travaux, ses rencontres, ses découvertes.
- Georges Briquet, Rescapé de l'enfer nazi, Editions La France au combat, 51 p., l'auteur témoigne dans ce récit quelles furent ses épreuves et celles de ses camarades à Dachau puis à Allach,.